# Municipio de Wheeling (condado de Guernsey)
El municipio de Wheeling (en inglés: Wheeling Township) es un municipio ubicado en el condado de Guernsey en el estado estadounidense de Ohio. En el año 2010 tenía una población de 686 habitantes y una densidad poblacional de 8,21 personas por km².

## Geografía
El municipio de Wheeling se encuentra ubicado en las coordenadas 40°11′22″N 81°36′5″O / 40.18944, -81.60139. Según la Oficina del Censo de los Estados Unidos, el municipio tiene una superficie total de 83.53 km², de la cual 83,53 km² corresponden a tierra firme y (0 %) 0 km² es agua.

## Demografía
Según el censo de 2010, había 686 personas residiendo en el municipio de Wheeling. La densidad de población era de 8,21 hab./km². De los 686 habitantes, el municipio de Wheeling estaba compuesto por el 98,1 % blancos, el 0,29 % eran afroamericanos, el 0,15 % eran amerindios, el 0,15 % eran asiáticos, el 0,44 % eran isleños del Pacífico y el 0,87 % eran de una mezcla de razas. Del total de la población el 0,44 % eran hispanos o latinos de cualquier raza.